# محمد بن نصر المروزي
شَيْخُ الْإِسْلَامِ أَبُو عَبْدِ اللهِ مُحَمَّدُ بْنُ نَصْرِ بْنِ الْحَجَّاجِ الْمَرْوَزِيُّ ويُعرف اختصارًا بـ محمد بن نصر المروزي (202 – محرم 294هـ / 817 – 906م) فقيه شافعي وعالم بالحديث النبوي. من أعلم الناس باختلاف الصحابة فمن بعدهم في الأحكام. ألف كتبا كثيرة، في الفقه والحديث 

## اسمه وكنيته
اسمه: محمد بن نصر بن حجاج المروزي
كنيته: أبو عبد الله
المَرْوَزِي: فتح الميم والواو، بينهما الراء الساكنة، وفي آخرها الزاي، هذه النسبة إلى مدينة مرو.خرج منها جماعة كثيرة قديما وحديثا من أهل العلم والحديث. وكان فتح.مرو سنة ثلاثين من الهجرة على يدي حاتم بن النعمان الباهلي نفذه عبد الله بن عامر بن كريز من نيسابور إلى مرو حتى فتحها، وهو كان أمير خراسان وصاحب الجيوش بها زمن عثمان. (1)

## مولده
وُلد سنة اثنتين ومائتين (202 هـ) بـ (بغداد).
قال محمد بن نصر: (ولدتُ سنة اثنتين ومائتين وتوفي الشافعي سنة أربع ومائتين وأنا ابن سنتين، وكان أبى مروزيا وولدت انا ببغداد ونشأت بنيسابور وانا اليوم بسمرقند ولا أدري ما يقضى الله في) (3)

## مذهبه الفقهي
شافعي
قال ابن الصلاح: (أبو عبد الله الإمام المروزي... أحد من استبحر في علمي الفقه والحديث... وهو صاحب اختيار، وربما تذرع متذرع بكثرة اختياراته المخالفة لمذهب الشافعي إلى الإنكار على الجماعة العادين له في أصحابنا، وليس الأمر كذلك، لأنه في هذا بمنزلة ابن خزيمة، والمزني، وأبي ثور قبله، وغيرهم. فلقد كثرت اختياراتهم المخالفة لمذهب الشافعي، ثم لم يخرجهم ذلك عن أن يكونوا في قبيل أصحاب الشافعي معدودين، وبوصف الاعتزاء إليه موصوفين.) (2)

## شيوخه
- يحيى بن يحيى
- إسحاق بن راهويه بخراسان
- يونس بن عبد الأعلى بمصر
- صدقة بن الفضل
- إبراهيم بن المنذر بالحجاز
وغيرهم من أهل خراسان والعراق والحجاز والشام ومصر. (4)

## تلاميذه
- ابنه إسماعيل
- ابن الأخرم محمد بن يعقوب
- أبو العباس السرَّاج
- أبو بكر الجارودي
- أبو علي عبد الله بن محمد البلخي
وغيرهم (5)

## سيرته وقول النقاد فيه
قال أبو عبد الله محمد بن يعقوب الأخرم: «انصرف أبو عبد الله محمد ابن نصر من الرحلة الثانية من العراق سنة ستين ومائتين فاستوطن بنيسابور وأقام على تجارة له فيها شريك مضارب وأبو عبد الله يشتغل بالعبادة والتصنيف فسكن بنيسابور إلى سنة سبع وخمسين ومائتين ثم خرج إلى سمرقند فأقام بها وشريكه بنيسابور ولم تزل تجارته بنيسابور وكان وقت مقامه هو المفتي والمقدم بعد وفاة محمد بن يحيى فإن حسكان ومن بعده اقروا له بالفضل والتقدم.» (6)
- قال محمد بن عبد الوهاب الثقفي: «كان إسماعيل بن أحمد وإلى خراسان يصل محمد بن نصر المروزي في كل سنة بأربعة آلاف درهم، ويصله أخوه إسحاق بن أحمد بأربعة آلاف درهم، ويصله أهل سمرقند بأربعة آلاف درهم، فكان ينفقها من السنة إلى السنة من غير أن يكون له عيال، فقيل له: لعل هؤلاء القوم الذين يصلونك يبدو لهم، فلو جمعت من هذا شيئا لنائبه. فقال: يا سبحان الله! أنا بقيت بمصر كذا وكذا سنة فكان قوتي وثيابي وكاغدي وحبري وجميع ما أنفقه على نفسي في السنة عشرين درهما فترى ان ذهب هذا لا يبقى ذاك.»
وقال أبو عبد الله المروزي عن نفسه: «خرجتُ من مصر ومعي جارية لي، فركبتُ البحر أريد مكة، فغرقتُ فذهب مني ألفا جزء، وصرتُ إلى جزيرة أنا وجاريتي، فما رأينا فيها أحدًا، وأخذني العطش فلم أقدر على الماء، وأجهدت فوضعت رأسي على فخذ جاريتي مستسلما للموت، فإذا رجل قد جاءني ومعه كوز، فقال لي: هاه. قال: فأخذتُ فشربت وسقيتُ الجارية، قال: ثم مضى فما أدري من أين جاء ولا من أين ذهب.» (7)
قال أبو عبد الله بن الأخرم: «ما رأيت أحسن صلاة من أبي عبد الله محمد بن نصر، ثم بعده أبو عبد الله البوشنجي، وكان محمد بن نصر المروزي يضع ذقنه على صدره وقام كأنه رمح وكان محمد بن يحيى أحسنهم صلاة.» (8)
قال أبو بكر الصبغي: «أدركتُ إمامين من أئمة المسلمين لم أُرزَق السماع منهما، أبو حاتم محمد بن إدريس الرازي، وأبو عبد الله محمد بن نصر المروزي، فأما أبو عبد الله فما رأيتُ أحسنَ صلاة منه، ولقد بلغني أن زُنبورًا قعد على جبهته فسال الدم على وجهه ولم يتحرك.» (9)
قال ابن حبان: «كان أحد الأئمة في الدنيا ممن جمع وصنف، وكان أعلم أهل زمانه بالاختلاف وأكثرهم صيانة في العلم.» (10)
قال الخطيب البغدادي: «كان من أعلم الناس باختلاف الصحابة ومن بعدهم في الأحكام.» (11)
- قال محمد بن إسحاق الدبوسي: «دخلت سمرقند ورأيت بها محمد بن نصر المروزي وكان بحرًا في الحديث.»
قال أبو بكر الصيرفي: «لو لم يُصنف المروزي كتابا إلا كتاب القسامة، لكان من أفقه الناس، فكيف وقد صنَّف كُتبًا أُخر سواه.»
ال محمد بن عبد الله بن عبد الحكم: «كان محمد بن نصر المروزي عندنا إماما فكيف بخراسان.»
قال إسماعيل بن قتيبة: سمعت محمد بن يحيى غير مرة إذا سُئِل عن مسأله يقول: (سلوا أبا عبد الله المَروَزي.) (12)
ذكره أبو عبد الله الحاكم فقال: «إمام عصره بلا مدافعة في الحديث.» (13)
وقال في كتابه «معرفة علوم الحديث»: «فضائل أبي عبد الله المروزي ومناقبه كثيرة فإنه إمام الحديث بخراسان وأما كلامه في فقه الحديث فأكثر من أن يمكن ذكره ومصنفاته في بلاد المسلمين مشهورة ولعلها تزيد على ست مائة جزء عندنا نم المسموعات ما يزيد على مائة جزء.»
قال ابن حزم عنه في «الإحكام»: «ولقد لقي أحمد وأخذ عنه وحوى علمه ولقي أصحاب مالك والشافعي وأصحاب أصحاب أبي حنيفة وأخذ علمهم وقد كان في الغاية التي لا وراء بعدها في سعة العلم بالقرآن والحديث والآثار والحجاج ودقة النظر مع الورع العظيم والدين المتين.»
- قال أبو ذر محمد بن محمد بن يوسف القاضي: «كان الصدر الأول من مشايخنا يقولون رجال خراسان أربعة: عبد الله بن المبارك ويحيى بن يحيى وإسحاق بن إبراهيم الحنظلي [ابن راهويه] وأبو عبد الله بن نصر المروزي» (14)

## مؤلفاته
- كتاب القسامة
- تعظيم قدر الصلاة
- كتاب الإيمان
- كتاب صلاة الوتر
- قيام الليل
- رفع اليدين في الصلاة
- كتاب الفرائض

وغيرها (
15
له رحمه الله كتاب كبير في الرجال رواة الحديث وهو أي الكتاب عمدة عند المحدثين

## وفاته
توفي في سمرقند سنة أربع وتسعين ومائتين (294 هـ). (16)
أقواله في مسائل العقيدة المنقولة في الموقع:
ما يتضمنه التوحيد:
قال: «الحمد لله الممتن على عباده المؤمنين بما دَلّهم عليه من معرفته، وشرح صدورهم للإيمان به، والإخلاص بالتوحيد لربوبيته، وخلع كل معبود سواه.»
وقال في موضع آخر عند حديثه عن الإسلام والإيمان:
«إلا أن له أصلا وفرعًا فأصله الإقرار بالقلب عن المعرفة، وهو الخضوع لله بالعبودية، والخضوع له بالربوبية، وكذلك خضوع اللسان بالإقرار بالإلهية بالإخلاص له من القلب، واللسان، أنه واحد لا شريك له، ثم فروع هذين الخضوع له بأداء الفرائض كلها» (17)